# Біло-синьо-білий прапор
Біло-синьо-білий прапор (рос. Бело-сине-белый флаг, БСБ) або біло-лазурово-білий прапор (рос. Бело-лазорево-белый флаг, БЛБ) — прапор, який став символом антивоєнних протестів 2022 року в Росії під час російсько-української війни (російського вторгнення в Україну). Вперше прапор був згаданий у Твіттері 28 лютого 2022 року, після чого набув широкого поширення серед російських опозиційних сил. За словами активістів, прапор насамперед є символом об'єднання людей за мир та свободу. Відзначалася також наступність із колишньою версією прапора Великого Новгорода. Запропонований Кай Катоніною.
Легіон «Свобода Росії» використовує на нарукавних шевронах біло-синьо-білий прапор замість державного біло-синьо-червоного прапора Російської Федерації.

## Стандартизація розміру й кольору
| Колір | Білий   | Синій (блакитний) |
| ----- | ------- | ----------------- |
| HTML  | #FFFFFF | #088CE8 #0083D6   |
| CMYK  | 0,0,0,0 | 100,41,5,0        |

## Історія

Прапор міста Великий Новгород у 1994—2006 роках

Першим відомим місцем використання біло-синьо-білого прапора став інтернет-сайт віртуальної держави Новгородська Республіка («Новеградеская республика»), що з'явився у 2006 році (найраніші сторінки сайту у вебархіві датовано 2010 роком). Прапор ґрунтувався на тодішньому офіційному прапорі Великого Новгорода. За словами творця сайту, американського програміста Мартіна Постхьюмуса, проєкт замислювався як приклад альтернативної історії, в якій війська Новгородської республіки розгромили війська Московського князівства в Шелонській битві.
У записі від 25 листопада 2013 року користувач ЖЖ truvor згадав біло-синьо-білий новгородський прапор «без катерининського герба» як «прекрасний вибір для нашої майбутньої республіки». За його словами, «Новгород, навіть повністю знищений і розтоптаний — це привид справжньої Русі. Ординці, які привласнили собі історію Русі, несвідомо відчувають у Новгороді загрозу повстання Русі з могили».
Вперше запропонований до використання як альтернативний прапор Росії користувачем ЖЖ Андрієм Чудіновим 22 серпня 2019 року[джерело?]. У зв'язку з антивоєнними протестами його вперше згадано в твіттері 28 лютого 2022 року і було широко прийнято опозиційними силами. Його використовували на антивоєнних протестах у Тбілісі, Грузія, а також у Німеччині, на Кіпрі та Єкатеринбурзі, Росія.
За словами активістів, він символізує боротьбу за мир і свободу думки. Червоний колір, який асоціюється з кров'ю та радянським минулим, замінили на мирний білий. Поєднання кольорів також нагадує старий прапор Великого Новгорода як пам'ять про традиції Новгородської республіки. Однією з найважливіших інститутів управління Новгородської республіки було «новгородське віче», яке обмежувало повноваження князя на відміну від Владимиро-Суздальського князівства.

Як повідомляють деякі активісти, основна відмінність від російського прапора — відсутність червоної смуги — і є символ протесту, оскільки саме так прапор відкидає культ війни, військової експансії, показує нову сторінку російської історії, де немає місця самодержавству, мілітаризму, культу насильства та крові. На їхню думку, вид прапора був натхненний символікою державного періоду Великого Новгорода, який, як заявляють активісти, був центром Новгородської республіки і є єдиним претендентом на звання справжньої демократії в історії Росії. Особливим символізмом називають схожість із БЧБ прапором. Самі кольори, на думку деяких активістів, характеризують світ, чистоту, розсудливість (білий колір), а також правду та справедливість (блакитний колір).

Державний прапор Російської Федерації з 1991 по 1993 роки

Середня блакитна смуга за відтінком близька до російського прапора, який використовувався між 1991 і 1993 роками.
Біло-синьо-білий прапор зображено на шевронах українського легіону «Свобода Росії», сформованого з військовополонених росіян на добровільній основі.
Організація Національна республіканська армія виступає за зміну прапора Росії на біло-синьо-білий.

## Переслідування
6 березня 2022 року жительку Москви Анну Дубкову було затримано співробітником поліції в рамках плану «Перехоплення» через розміщений на її автомобілі біло-синьо-білий прапор. У протоколі зазначено, що прапор є символом «… антивоєнних протестів, поширених серед опозиційних сил». Анну Дубкову суд засудив до арешту на 15 діб за статтею 19.3 КУпАП.

## Критика
Під час Ходи Рівності 2022 у Варшаві, організованої спільно з КиївПрайд, біло-синьо-білий прапор і будь-які інші символи Росії були заборонені. Перед цим КиївПрайд оприлюднили окрему заяву, у якій повідомили, що уважатимуть провокацією використання «російських прапорів будь-якого забарвлення» та не допустять поширення російської повістки на ході.
Максим Майоров, український історик та співавтор книг «Донбас в огні» та «Крим за завісою» відмітив, що прапор дуже подібний до прапора гіпотетичної «Херсонської народної республіки» з центром в Сімферополі в 2014.
Через ці причини багато активістів та організацій (особливо в Росії) зазвичай використовували біло-синьо-червоний прапор.

## Світлини

На протестах у Європі
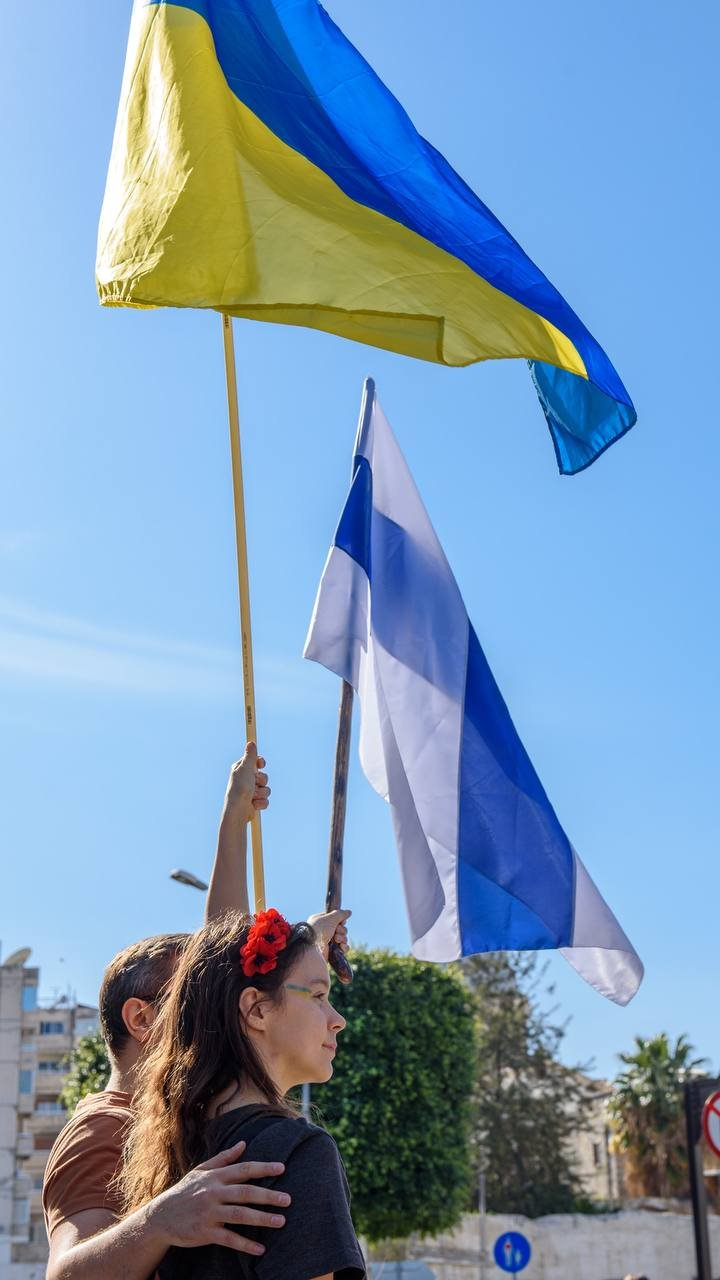
Лімассол, Кіпр
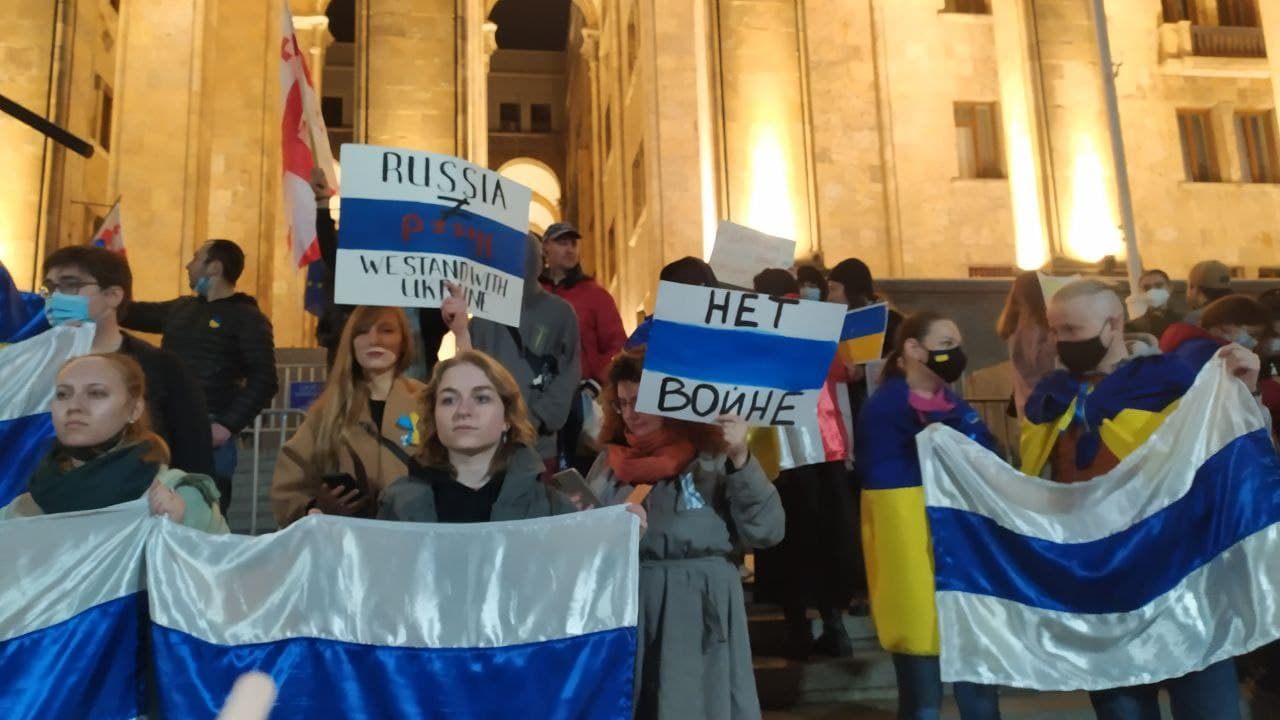
Тбілісі, Грузія

В Україні
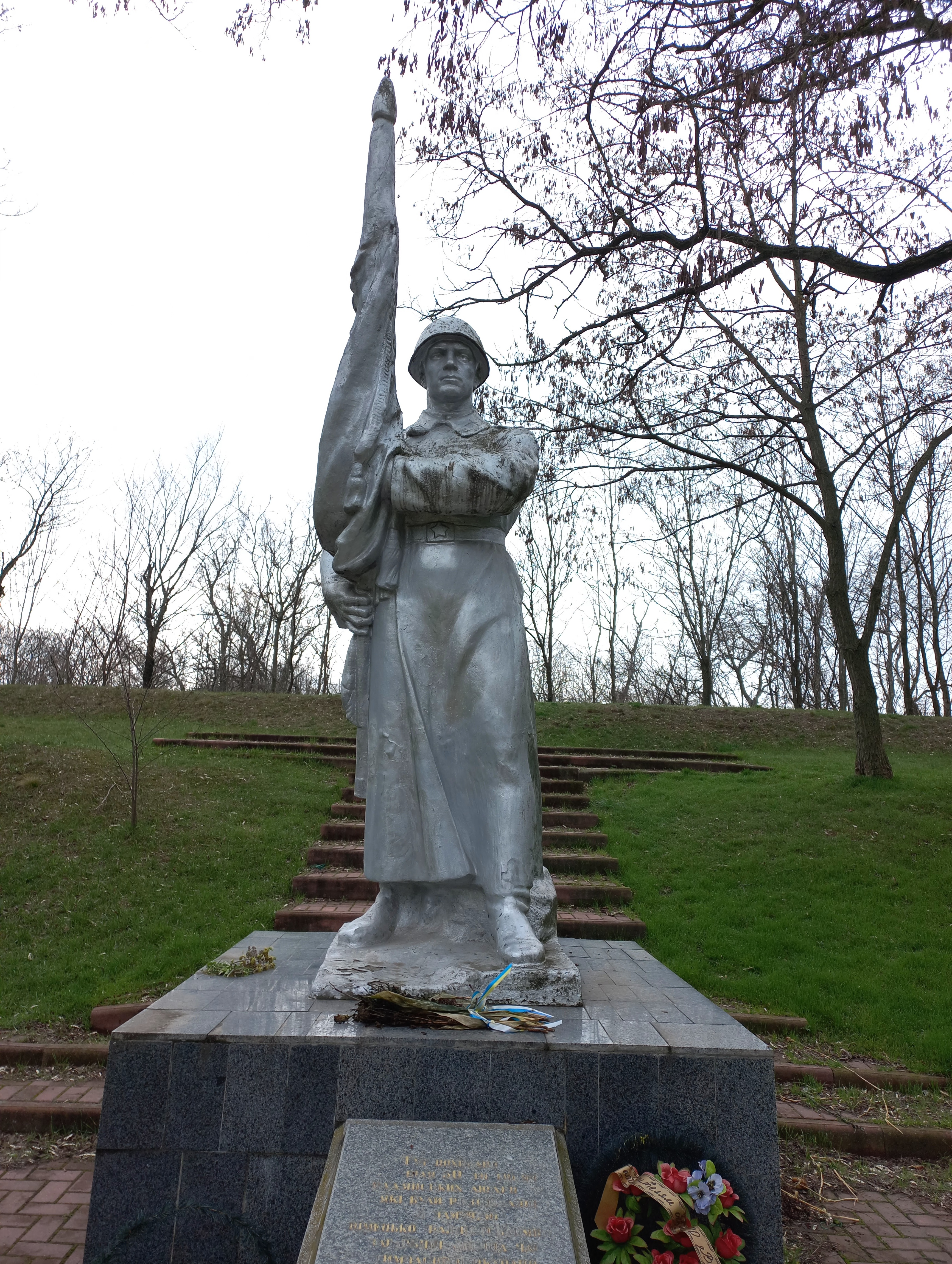
Стрічки на пам'ятнику жертвам нацизму, Фортеця Святої Єлисавети, Кропивницький

## Подібні прапори

Прапор аргентинської провінції Тукуман
Прапор швейцарського кантону Цуґ
Прапор Великого Новгорода 1994–2006 рр.     Прапор міста Шумськ Тернопільської області України з 1997 року
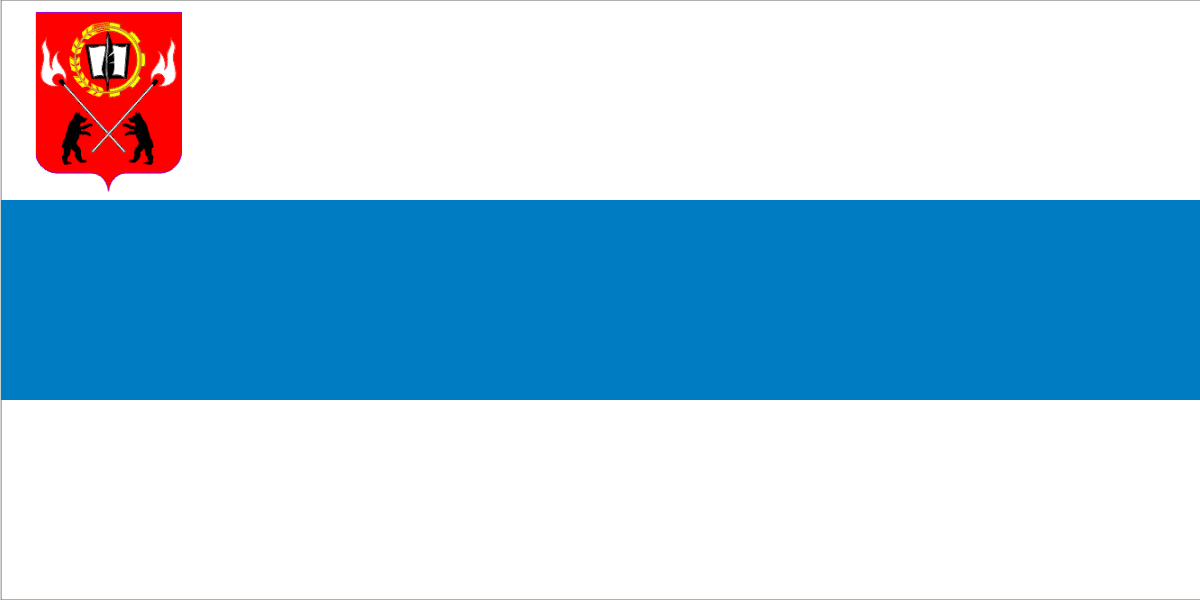
Прапор Чудівського району Новгородської області 1997–2008 рр.
Прапор віртуальної держави Вейшнорія
Прапор муніципального утворення «Сосново-Озерське», Бурятія

## Нотатки
1. ↑  За версією whitebluewhite.info.
2. 1 2  За версією @AssezJeune.